# إد موراي (سياسي)
إد موراي (بالإنجليزية: Ed Murray)‏ هو سياسي أمريكي، ولد في 16 أغسطس 1928، وتوفي في 29 مايو 2009. حزبياً، نشط في الحزب الديمقراطي. وقد انتخب عضو مجلس نواب تينيسي.